# Silvano Raia
Silvano Mario Attilio Raia (São Paulo, 1 de setembro de 1930) é um médico cirurgião brasileiro e membro da Academia Nacional de Medicina (ANM). É doutor pela Universidade de Londres e professor da Faculdade de Medicina da Universidade de São Paulo, instituição da qual foi diretor de 1982 a 1986. Também ocupou o cargo de secretário da Saúde da Prefeitura de São Paulo entre 1993 e 1995.
Foi o primeiro cirurgião na América Latina a realizar um transplante de fígado em 1985, no Hospital das Clínicas de São Paulo, e primeiro no mundo a realizar o mesmo transplante intervivos, em 1988. Seu método contribuiu para a ampliação de transplantes de fígado para crianças.
Ao lado da professora Mayana Zatz, atualmente coordena um projeto de xenotransplante suíno de rim no Brasil. O objetivo é criar suínos geneticamente modificados de forma que seus órgãos possam ser transplantados para seres humanos sem rejeição, visando à diminuição das listas de espera de transplantes de órgãos em humanos.